# Billy Drake
Billy Drake DSO, DFC & Bar (20. prosince 1917 – 28. srpna 2011) byl britské letecké eso. V době druhé světové války dosáhl jako stíhací pilot Royal Air Force dvaceti jistých a šesti pravděpodobných sestřelů nepřátelských letounů, a devět poškodil.:s.102 Létal ve strojích Hawker Hurricane, Supermarine Spitfire a Curtiss P-40 (v britském letectvu nesoucích označení Tomahawk a Kittyhawk) u perutí operujících ve Francii, Anglii, západní a severní Africe a z Malty. Byl nejúspěšnějším britským pilotem typu P-40, a druhým nejúspěšnějším v rámci Commonwealthu, po Clivu Caldwellovi.:s.102

## Život a kariéra

### Před válkou
Drake se narodil v Londýně australské matce a britskému otci. Vzdělání získal ve Švýcarsku.
V červenci 1936 vstoupil do Royal Air Force jako důstojník s krátkodobým služebním závazkem a v květnu 1937 byl přidělen k 1. peruti RAF na základně RAF Tangmere jako pilot Hawkerů Fury a později přešel na letouny Hawker Hurricane.

### Druhá světová válka
Po vypuknutí války byla peruť odeslána do Francie. Během bitvy o Francii 20. dubna 1940 Drake dosáhl svého prvního sestřelu letounu Messerschmitt Bf 109. Následovala další vítězství nad Francií, nad stroji Dornier Do 17 a Heinkel He 111. Během útoku na další Dornier byl Drake sestřelen Messerschmittem Bf 110 a zraněn střepinami granátu v noze, čímž skončila jeho účast na této kampani.
20. června 1940 byl Drake umístěn jako pilotní instruktor k 6. OTU (operačně výcvikové jednotce) na letišti RAF Sutton Bridge. 2. října 1940 se vrátil k operační službě u 213. peruti opět na základně RAF Tangmere. O tři týdny později byl jmenován velitelem 421. (průzkumné) letky RAF (později součásti 91. peruti) která se stroji Supermarine Spitfire prováděla specializované průzkumné lety nad kanálem La Manche a pobřežím Francie v malých výškách. Během tohoto období si nárokoval další dva sestřely (typů Do 17 a Ju 88) jisté, a dva pravděpodobné. K 7. lednu 1941 byl vyznamenán Záslužným leteckým křížem (DFC).
Začátkem roku 1941 se pak vrátil k službě instruktora, nejprve u 53. operačně výcvikové jednotky na základně RAF Heston a poté do září 1941 jako hlavní instruktor létání na letišti RAF Llandow.
V prosinci 1941 byl Drake přeložen do západní Afriky aby zformoval a vedl 128. peruť RAF v Hastingsu v Sierra Leone vyzbrojenou Hurricany Mk.II. Zde brzy nedaleko Freetownu sestřelil vichistický bombardér Glenn Martin 167F.
V dubnu 1942 byl přeložen k leteckým silám na Středním východě a na konci května vystřídal Cliva Caldwella ve funkci velitele 112. peruti, operující s Curtissy Kittyhawk ze základny RAF Gambut v Egyptě. 1. září, kdy jinak Desert Air Force utrpělo těžké ztráty, sestřelil dva Junkersy Ju 87.:s.40
28. července 1942 mu byla udělena spona k DFC a 4. prosince 1942 získal Řád za vynikající službu (DSO). Ve strojích Curtiss P-40 dosáhl celkem 13 vzdušných vítězství.
Po povýšení do hodnosti Wing Commander v lednu 1943 krátce působil ve štábní funkci v Káhiře, než se stal velitelem Krendiského křídla, operujícího se stroji Spitfire z letiště RAF Krendi na Maltě. V červenci 1943 si připsal svůj poslední sestřel války, Macchi MC.202 ze 4. stormo Regia Aeronautica nad Sicílií.
V listopadu 1943 se Drake vrátil do Anglie jako velitel 20. křídla RAF, operujícího s letouny Hawker Typhoon v rámci 2. taktické letecké armády. Později působil jako styčný důstojník ve Fort Leavenworth ve Spojených státech. 22. října 1943 mu byl udělen americký Záslužný letecký kříž.
Později sloužil jako zástupce velitele základny RAF Biggin Hill a válku završil jako štábní důstojník při Supreme Headquarters Allied Expeditionary Force.

### Po válce
Po válce dál sloužil v Royal Air Force jako štábní důstojník a letecký atašé na britských ambasádách, a do výslužby odešel 1. července 1963 v hodnosti Group Captain. Během své pilotní kariéry mu bylo přiznáno 24,5 sestřelu, a dvojnásobné množství strojů nepřítele údajně zničil na zemi.
Po penzionování strávil dvacet let v oblasti portugalské Algarve jako správce nemovitostí a provozovatel baru. V pozdějších letech žil v devonském Teignmouthu. Zemřel 28. srpna 2011.
Byl dvakrát ženat a přežili ho dva synové z prvního manželství.